# Tetraodontiformes
Os Tetraodontiformes, também chamados  Plectognathi, são uma ordem de peixes actinopterígeos, caracterizada por os seus espécimes estarem dotados de dentes unidos em placa e barbatanas ventrais diminutas ou inexistentes.
Alguns autores classificam-nos na subordem Perciformes. Os Tetraodontiformes são representados por dez famílias e aproximadamente 360 espécies. A maioria são marinhos e vivem junto a recifes de coral tropicais. Algumas espécies encontram-se em cursos de água doce e em estuários.

## Famílias
- Aracanidae — peixe-cofre-de-águas-profundas
- Balistidae — zagarra, peixe-porco
- Diodontidae — baiacu-de-espinho
- Molidae — peixe-lua
- Monacanthidae
- Ostraciidae — peixe-cofre
- Tetraodontidae — baiacu
- Triacanthidae
- Triacanthodidae
- Triodontidae